# Белькевич, Адам
А́дам Бельке́вич (пол. Adam Bielkiewicz; 1796—1840) — учёный-медик, проректор анатомикума Виленского университета и профессор Виленского университета.
В 1824—1834 годах читал курс анатомии. Приготовлял препараты для университетского анатомического театра.

Адам Белькевич, профессор анатомии, кроме учёности и замечательных способностей, отличался особенною любовью к своим слушателям, умел угадывать таланты и направлять их. Анатомический кабинет в Вильне доведён был усилиями Белькевича до 2528 нумеров.